# Metin Kaya

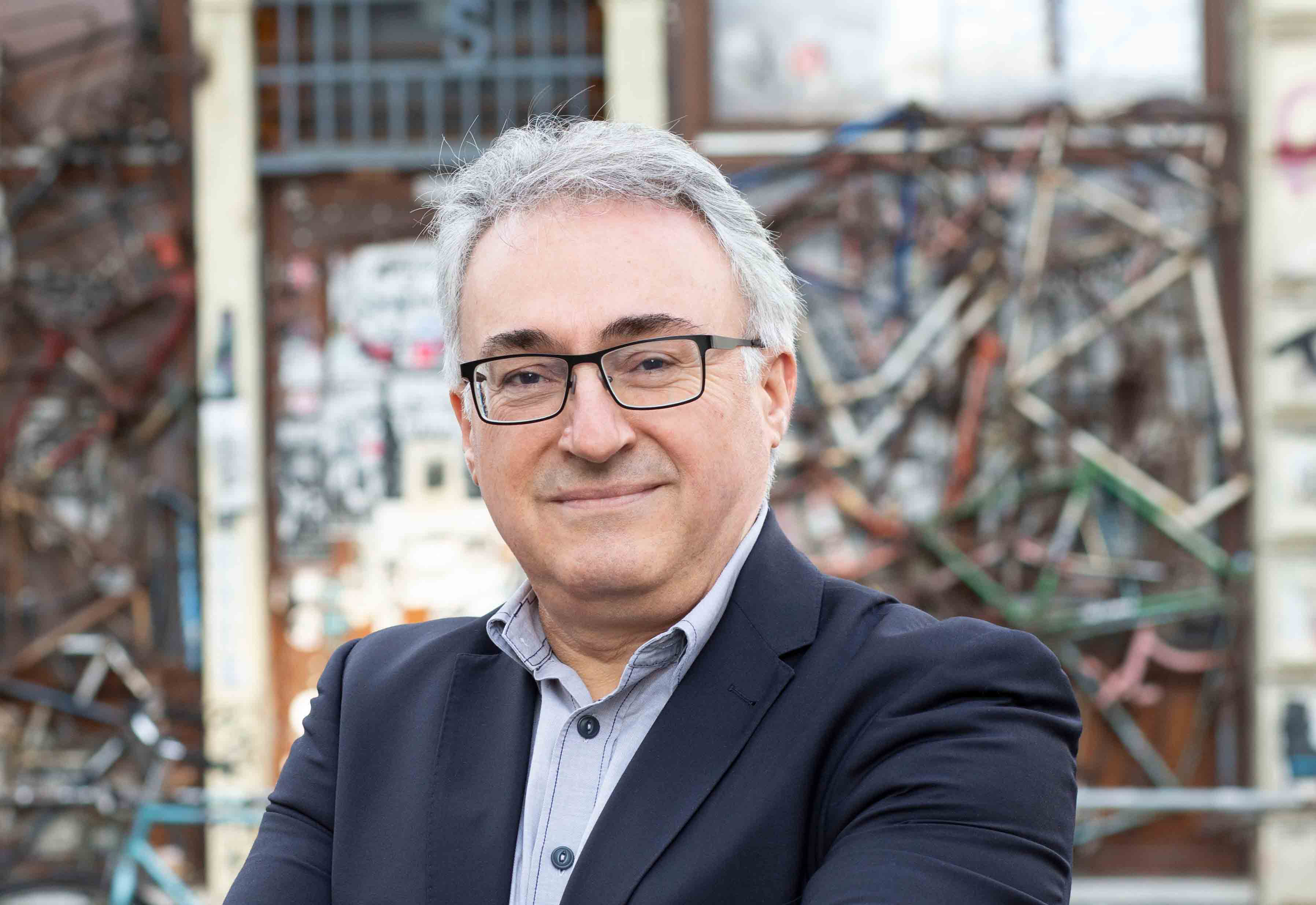
Metin Kaya (2021)

Metin Kaya (* 19. Juli 1961 in Kağızman, Türkei) ist ein deutscher Politiker (BSW, zuvor Die Linke). Von 2020 bis 2025 war er Mitglied der Hamburgischen Bürgerschaft, seit 2024 ist er stellvertretender Vorsitzender des BSW-Landesverbandes Hamburg.

## Leben
Kaya ist als Sozialarbeiter in Hamburg tätig. Er war Mitglied des Landesvorstands der Linken Hamburg.
Bei der Wahl zur Hamburger Bürgerschaft 2020 zog er am 23. Februar 2020 über die Landesliste in die Hamburgische Bürgerschaft ein.
Am 2. November 2023 trat Kaya aus der Partei Die Linke und deren Bürgerschaftsfraktion aus. Er schloss sich dem Bündnis Sahra Wagenknecht an. Im Dezember 2024 wurde er zum stellvertretenden Vorsitzenden des BSW-Landesverbandes Hamburg gewählt.
Mit der Konstitution der 23. Bürgerschaft am 26. März 2025 schied Kaya aus dem Parlament aus.